# Reformierte Kirche Samedan

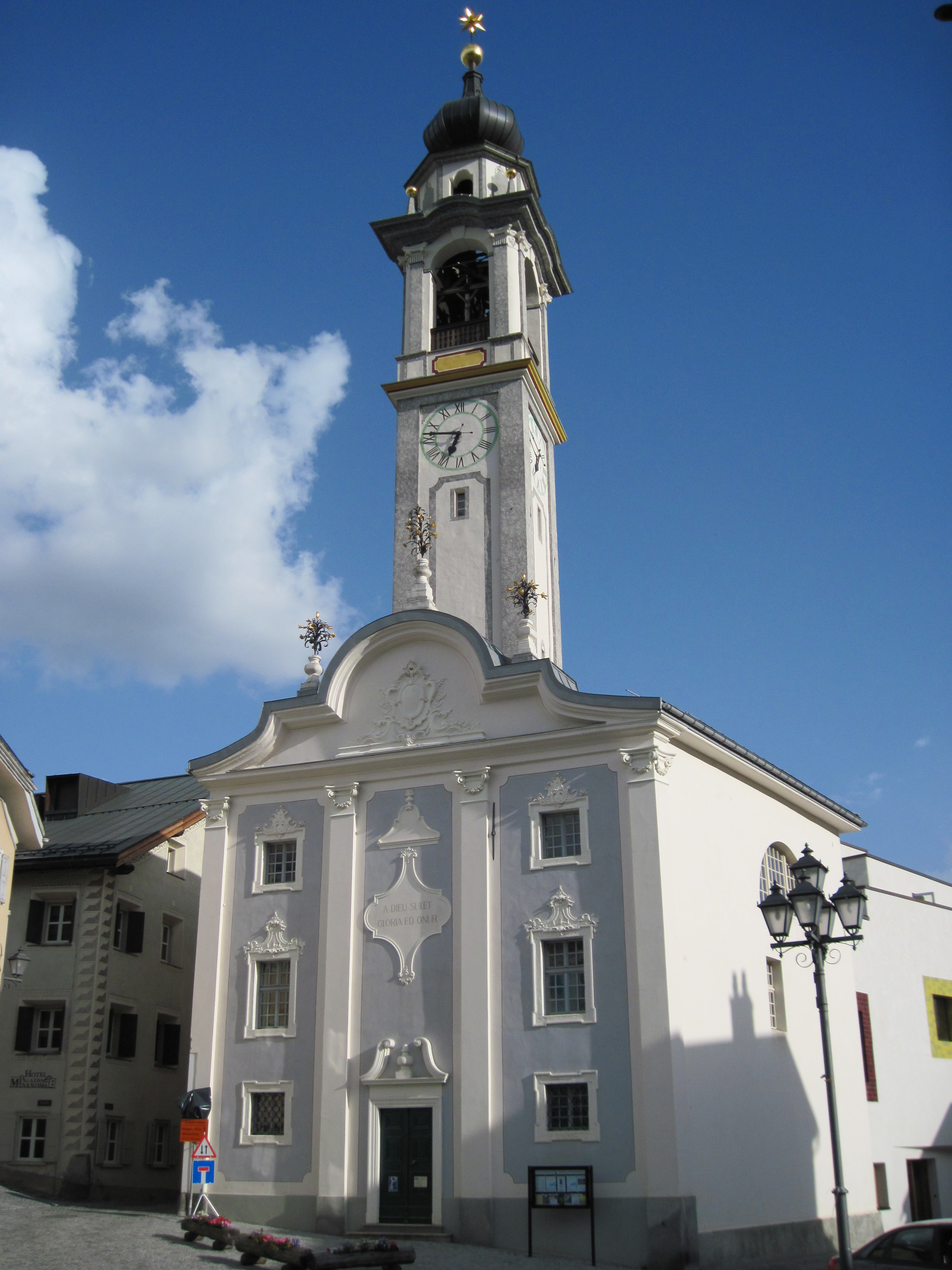
Portal und Frontseite

Die reformierte Kirche in Samedan im Oberengadin, Kanton Graubünden in der Schweiz ist ein evangelisch-reformiertes Gotteshaus mitten im Dorfzentrum. Die gleichfalls reformierte Kirche San Peter (Samedan) befindet sich oberhalb des Dorfes. Die Kirche ist das seltene Beispiel eines reformierten Kultbaues, für dessen repräsentative Gestaltung unbefangen die Formensprache des (katholischen) barocken Zeitstils eingesetzt wurde.

## Geschichte

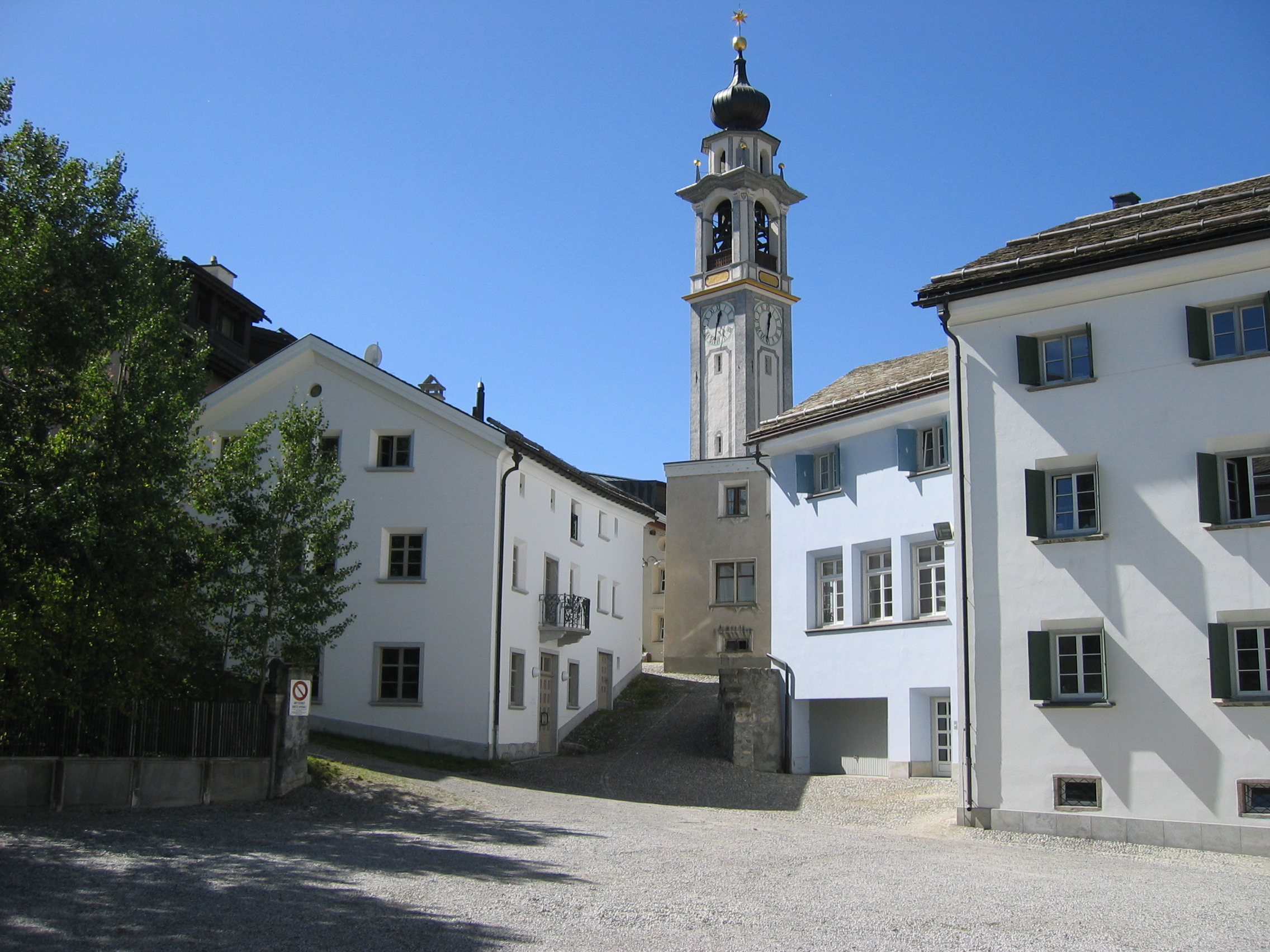
Kirche im Dorfzentrum, links Pfarr- und Kirchgemeindehaus

Die Kirche ist erstmals in einer Weihinschrift aus dem Ende des 14. Jhdt. mit dem Patrozinium des Antonius und der Katharina genannt. Urkundlich erscheint die Antoniuskapelle mehrmals in der Zeit zwischen 1500 und 1550. Der bestehenden barocken Anlage gingen mehrere Bauten voraus:
1. Die romanische Kapelle St. Antonius aus dem 13. Jhdt. bestand aus einem geosteten Saal und einer halbrunden, beidseitig eingezogenen Apsis. Romanische Wandmalereien schmückten die Wände. Diese Malereien dürften in der Zeit um 1500 zerstört worden sein. Von mehreren tausend Verputzstücken mit Wandmalereifragmenten (bei Grabungen 1965 gefunden) wurden 1967/1968 rund 1600 im Rätischen Museum konserviert.[2] Es erfolgten eine Erweiterung der romanischen Anlage und Neuweihe gegen Ende des 14. Jhdt. Gleichzeitig gab es die Ausstattung mit neuen Wandmalereien. Aus dieser Zeit rekonstruiert werden konnten ein dekoratives System, Schriftfragmente, und figürliche Darstellungen (Epiphanie, Taufe, Fragment eines Heiligen mit Krummstab). Diese Kapelle ist möglicherweise abgebrannt. Der Brand wird mit den Zerstörungen und Brandschatzungen während des Schwabenkriegs in Verbindung gebracht.[3] Möglicherweise entstand der Turmbau an der Südseite ebenfalls in dieser Zeit.[4]
2. Die gotische Kirche um 1500 hatte ein kürzeres, aber breiteres Schiff, welches annähernd ein Quadrat bildete. Auch diese Kirche war geostet; der Eingang lag auf der Westseite. Das Innere hatte wahrscheinlich eine flache Holzdecke. Es war mit spätgotischen Malereien ausgestaltet. Der Turm befand sich beim heutigen Kircheneingang.
3. Erweiterung/Umbau in nachreformatorischer Zeit: Bei dieser Gelegenheit wurden die spätgotischen Wandbilder übertüncht und der Chor musste einem radikalen Umbau weichen. Möglicherweise wurde das Raumkonzept modern mit einer zentral angelegten Kanzel in der Mitte der Ostwand (mit Zugang über eine Treppe) gestaltet. Die Kanzel wäre damit das neue Zentrum einer Predigtkirche geworden.[5]
4. Wahrscheinlich aus Platzmangel entschloss man sich um 1700 zu einem (weiteren) tiefgreifenden Umbau in eine hochbarocke Kirche. Diese sollte durch ihre prunkhafte Ausgestaltung die Wohlhabenheit der damaligen Zeit zum Ausdruck bringen. Da die zu erweiternde Kirche zwischen zwei sich hier vereinigenden wichtigen Strassenzügen lag, war ihr Platz beschränkt und dies zwang zu einem trapezförmigen Grundriss mit Bau von Emporen im Kircheninnern. Merkwürdigerweise wurde der sich stark nach Nordwesten neigende Turm nicht abgebrochen, sondern in die Kirche integriert und erst ca. 70 Jahre später abgebrochen.[6] Der Kircheneingang führte durch den Turm.[7] Damit der ganze Raum von der Kanzel überschaubar war, wurde diese an die Mitte der Südwand verlegt. Gemäss Poeschel «ist der Raum eine sehr geistreiche Lösung einer protestantischen Predigtkirche».[8]
5. Die heutige Spätbarock-Kirche entstand um 1771. Baumeister war Antonio Gironimo. Durch den Abbruch des nordseitigen, integrierten Kirchturms entstand Raum für die Orgelempore und der Raum wird nun von drei Tonnengewölben überdeckt. Das Kircheninnere und die Fassaden wurden teilweise neu gestaltet. Aus dem barocken Querraum wurde ein Rokoko-Festsaal.[9] In der Südostecke der Kirche entstand 1771–1773 der schlanke Barockturm. 1932 erfolgten Renovation und Umgestaltung der Fassade. Die Restaurationen 1965/1966 (Kirche und Turm) und 1999/2000 (Fassade und Turm) waren bestrebt, dem ursprünglichen barocken Zustand nahezukommen.[10]

Eine Urkunde vom 19. März 1734 enthält die Sitzordnung in der Kirche. Dort heisst es u. a.: Zu ihrem und der ganzen Gemeinde grossen Bedauern müssen die Vorsteher einer löbl. Kirche von Samedan feststellen, dass besonders unter den Angehörigen des weiblichen Geschlechtes seit langer Zeit wegen der Bänke und des Sitzens in diesen, skandalöse Schwierigkeiten und Meinungsverschiedenheiten stattfinden. Um dem abzuhelfen, legte ein Konsortium aus je einem Vertreter jeder Familie eine detaillierte Sitzordnung fest. Als Familien werden genannt: die Planta, Salis, Pulina, Biverona, Jenatscha, Mijsauna, Scandolera, Sütta, Trazina, Bivetta, Muotza, Silvetta, Squedra, Pola, Duscha, Baratta, Gilli, Tschander, Fuonda, Zavaritta Jan Duri, Cutütz, Drioscha, Papa. Weiter wird (summarisch) das Dienstpersonal genannt und festgelegt, dass alle übrigen Frauenbänke, zur allgemeinen Benutzung bestimmt sind. Die detaillierte Beschreibung zeigt, dass die damalige Bankordnung ungefähr der heutigen entsprochen haben muss.
Mit Teilungsvertrag von 1911 zwischen der politischen Gemeinde Samedan und der reformierten Kirchgemeinde Samedan kam die Kirche samt Turm in Besitz der damaligen reformierten Kirchgemeinde Samedan.

## Ausstattung
Äusseres: Die Fassade ist durch Monumentalpilaster in drei Felder geteilt. Die seitlichen Felder zeigen mit je drei Stuckornamenten (1897) versehene Fenster. Im mittleren Feld ist das Portal mit Volutenaufsatz und darüber zwei Kartuschen, die untere mit einer Inschrift im rätoromanischen Idiom Puter mit folgendem Text auf Deutsch:  «Gott allein Ehre und (Lob)Preis». Ein geschweifter Giebel krönt die Fassade, ein Stuckornament (1932) ziert das Giebelfeld. Drei bunte eiserne Vasenaufsätze finden sich darüber.

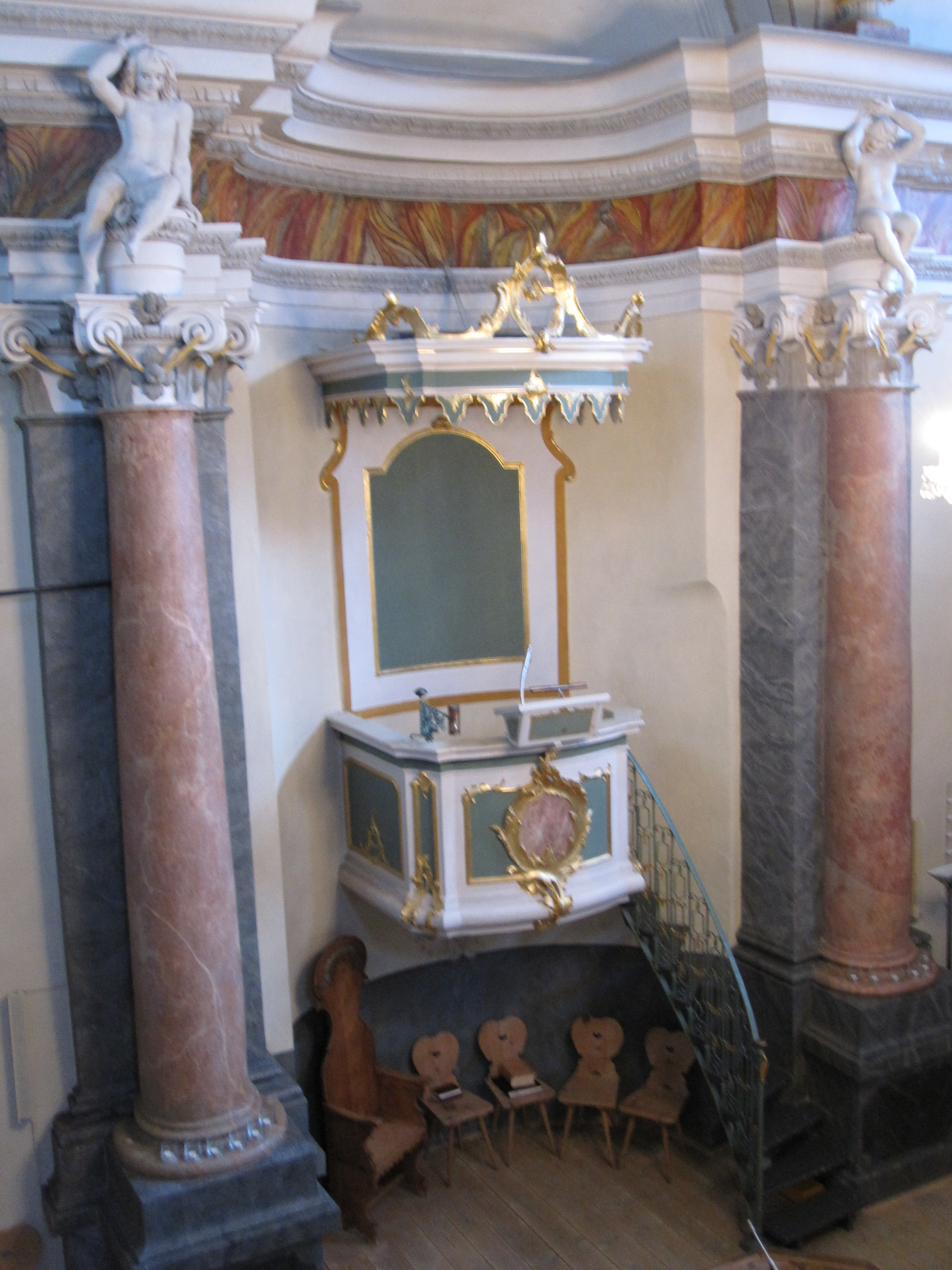
Kanzel

Inneres: Die Kanzelnische ist von mächtigen Pilastern und Säulen flankiert. Auf den Kapitellen sitzen Putten als Gebälkträgerinnen, darüber Vasen und Blumensträusse. Das stark auskragende Gebälk läuft um den ganzen Raum. Auf beiden Seiten stehen Emporen mit Balustergeländer. Die dreigliedrigen Arkaden ruhen auf toskanischen, mit Rocaillen gezierten Säulen. Die Holzbrüstung der Orgelempore ist graziös vorgeschweift und in Rokoko-Ornamentik geschnitzt. Über den trapezförmigen Saal spannt sich ein Schirmgewölbe. Seine Festlichkeit erhielt der Raum um 1770 durch die Umgestaltung im Sinne des Rokoko: Kanzel in geschweifter Form, auf grünem Grund versehen mit goldenen Rocaillen, überdacht von einem kunstvollen Baldachin. Vasen und Blumensträusse wurden farbig, Wände und Decken getönt. Elemente des Gebälks und der Kapitelle wurden mit Grautönen hervorgehoben und der umlaufende Fries feurig marmoriert. Ein farbiges Netz überzieht die Emporenfronten. Unter der Kanzel steht der Predigtstuhl (1812).
Abendmahlstisch: Er hat eine achteckige, polierte Intarsienplatte auf reichgeschnitzten und gedrechselten Fuss. Letzterer stammt wohl aus Italien um 1700. Das Tischblatt zeigt Blatt- und Blumenranken und figürliche Darstellungen: Im Mittelmedaillon David mit der Harfe, in den herzförmigen Feldern der Bordüre die vier Evangelisten, der apokalyptische Engel mit Sonnenhaupt und Pfeilerfüssen (Offenbarung des Johannes 10.1), Sonne, Mond und Weltkugel (als Sinnbild der Weltschöpfung), Adam und Eva, die Erhöhung der ehernen Schlange durch Moses (propädeutisch für die Kreuzigung Christi). Der Abendmahlstisch ist italienischen Scagliola-Arbeiten nachgebildet, in der Darstellung des Figürlichen eher einem (unbekannten) einheimischen Meister zuzuordnen.

## Orgel
Die 1772 gebaute Orgel verfügt über einen gut gegliederten Rokoko-Prospekt in Form einer Pilasterädikula mit geschweiftem Giebel. Im Frontspitz ist König David als Hochrelief gestaltet. Laut lateinischer Inschrift wurde das Instrument gestiftet von Jacob Fretschini und errichtet während dessen Aufenthalt in London 1772.

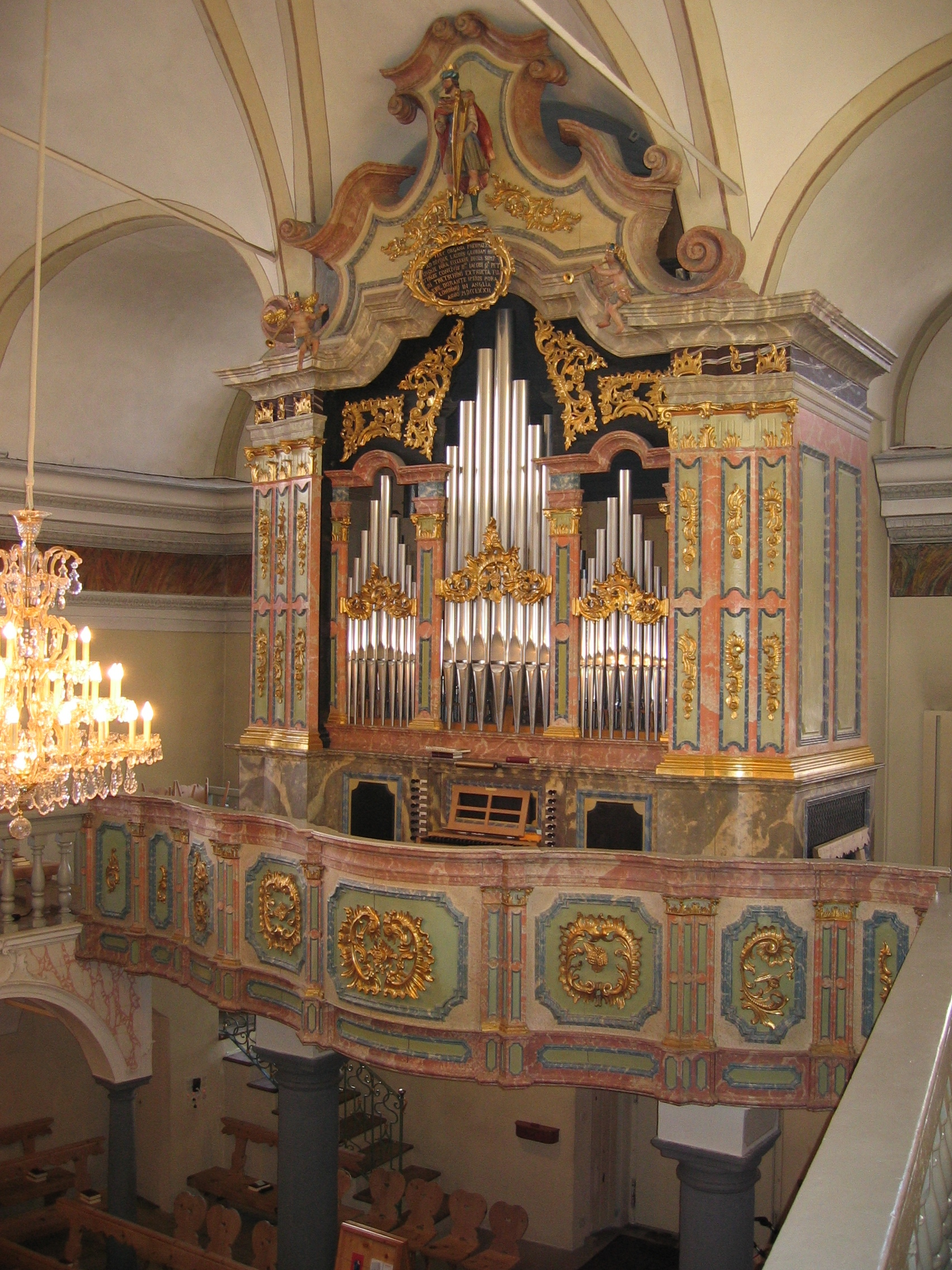
Orgel

Die Orgel ist gebaut nach lombardischer Art, mit Springlade, sie wird den Gebrüdern Sassi aus Bergamo zugeschrieben. Sie besass 21 Manualregister, davon einige geteilte Register und Pedal. Von dieser Orgel stammt das Gehäuse im italienischen Stil. 1837 reparierte Faustino Andreola das Werk. Zwanzig Jahre später führten Reparaturarbeiten von Laurenzo Pozzi aus Bormio zu einem katastrophalen Zustand der Orgel. Der zugezogene Fachmann Franz Zimmermann aus München sagte den baldigen Verfall des Instruments voraus. 1872 baute Karl Walcker (1845–1908) aus Ludwigsburg eine mechanische Kegelladenorgel mit zehn Registern als neues Werk ein. Das Gehäuse und die zukünftig stummen Prospektpfeifen blieben erhalten. 1932 wurden das erste Manual und das Pedal durch die Firma Orgelbau Kuhn, Männedorf pneumatisiert und ein neues zweites Manual (Schwellwerk) eingebaut. 1969 baute Kuhn ein völlig neues Werk mit mechanischen Schleifladen. Das Hauptwerk ist dem Gehäuse entsprechend im italienischen Stil gehalten. Der Prospekt wurde den originalen Prospektpfeifen entsprechend kopiert.
Die  heutige Orgel verfügt über 17 Register auf zwei Manualen und Pedal, Normalkoppeln, Tritte für Posaune 8′ und Ripieno, Schleifladen und mechanische Traktur.

## Kirchturm

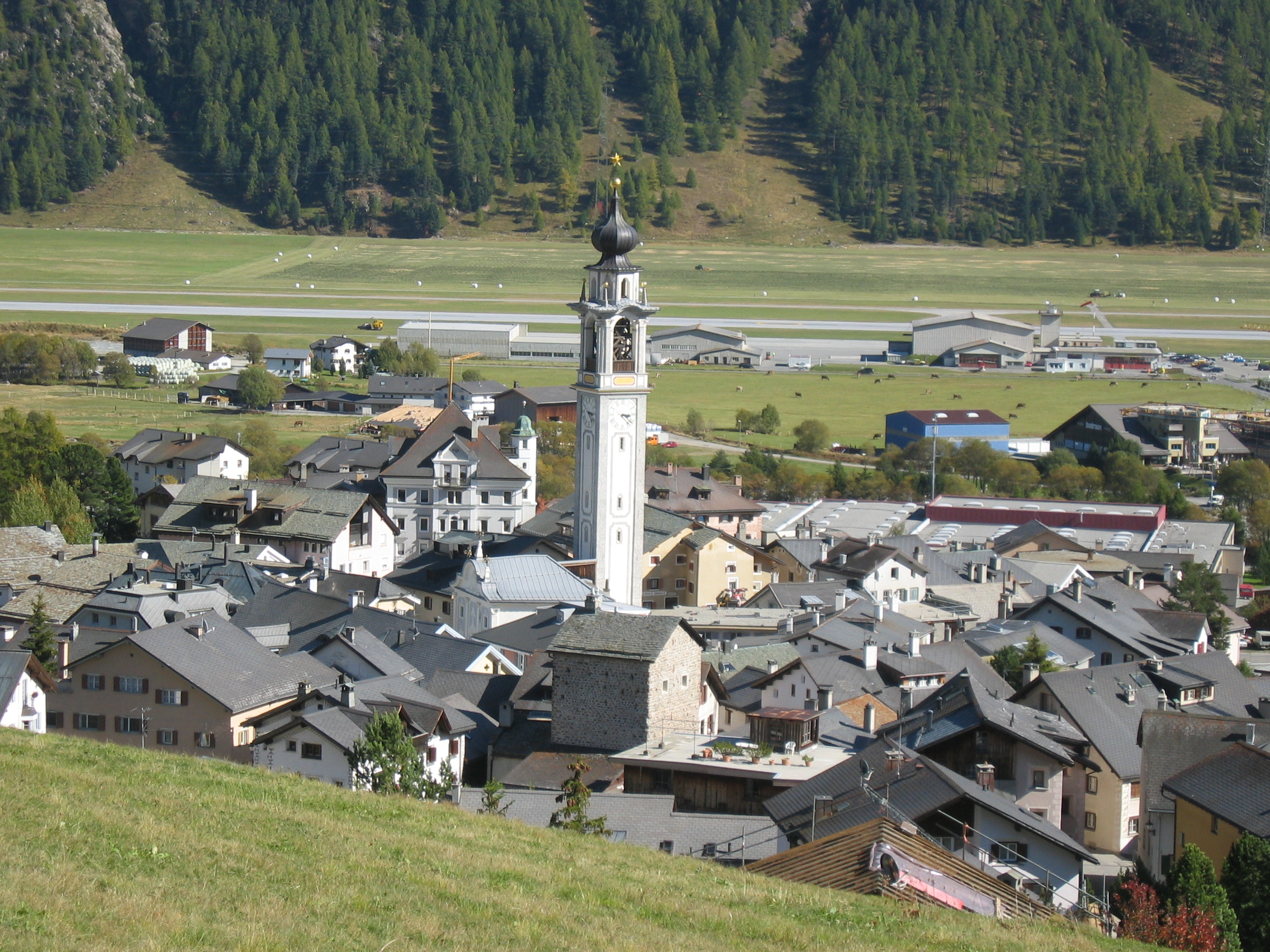
Dorfbildprägender Kirchturm

Der nordöstlich an das Gebäude anschliessende 57 Meter hohe Kirchturm in Form eines Campanile mit hochgeschweiftem Kranzgesims und achteckigem Aufsatz mit zwiebelförmigem, stark eingeschnürten Helm wurde 1770–1773 durch Antonio Carlo Ribordi (Mailand) errichtet und 1999 originalgetreu rekonstruiert. Der Campanile ist das Wahrzeichen von Samedan und der zierlichste Barockturm in Graubünden. Der Turm wirkt mehr als Dorf- denn als Kirchturm. Im Teilungsvertrag von 1911 zwischen der politischen Gemeinde Samedan und der Evangelischen Kirchgemeinde Samedan wurde (u. a.) die Kirche in Plaz samt Kirchturm und Glocken der Evangelischen Kirchgemeinde zugewiesen. Gleichzeitig wurde der politischen Gemeinde Samedan ein Benützungsrecht an Kirche und Glocken mit Unterhaltpflicht eingeräumt, das bis heute Bestand hat.
In der leicht konstruierten Glockenstube, deren Wände zu schmalen Pfeilern verdünnt sind, hängen vier Glocken mit dem Schlagton d′, e′, fis′ und cis″. Unverwechselbar ist der grosse Tonabstand zwischen der historisch bedeutenden kleinsten und der nächstgrösseren Glocke. Auf Grund der nach italienischer Art offenen Glockenstube schallen die Glocken direkt ins Freie hinaus, ohne dass sich die metallischen Töne zu einem weichen Gesamtklang vermischen, wirken dafür präsent und klar. Die Glocken sind verschiedenen Ursprungs. Von diesen Glocken wurde 2022 durch einen Glockensachverständigen ein Glockeninventar nach den Grundsätzen des Bundesamtes für Bevölkerungsschutz, Kulturgüterschutz erstellt.
1. Die grösste Glocke, il Grand, (ca. 1632 kg) mit dem Schlagton d′ wurde 1876 bei Gebr. Theus in Felsberg gegossen[27]. Sie trägt die Inschrift Dals abitants da Samedan tres l’impuls dad Ulrich v. Planta. Gloria a Dieu nellas otezzas concordia e charited nella comunited (dt. «Von den Einwohnern von Samedan durch den Impuls von Ulrich v. Planta. Ehre Gott in den Höhen Eintracht und Liebe in der Gemeinschaft.»)
2. Die zweite Glocke, il Mezdi (d. h. der Mittag), (ca. 950 kg) mit dem Schlagton e′ wurde 1791 bei Cajetan Soletti in Brescia gegossen.
3. Die dritte Glocke, il battaisem (d. h. Taufglocke), (ca. 730 kg) mit dem Schlagton fis′ wurde 1791 bei Cajetan Soletti in Brescia gegossen.
4. Die kleinste Glocke, il pitschen, (ca. 300 kg) mit dem Schlagton cis″ stammt wohl aus der Kirche San Peter (Samedan). Sie trägt die Inschrift rex glorie veni cum pace hilf maria und die Jahreszahl 1491.

Bei der Renovation 1897 wurden der Kugel auf dem Kirchturm Dokumente beigegeben. Diese Dokumente – Photographien der damals ältesten Einwohner von Samedan, die Engadiner Post und das Fögl Ladin vom 9. bzw. 11. September 1897, ein Bündner Kalender, zwei Karten von Samedan, die Abrechnung des Gemeindevorstandes der Jahre 1891 und 1896 sowie der 2. Jahresbericht des Kreisspitals Samedan – wurden bei der Renovation 1965 geborgen, Kugel und Stern in Andelfingen neu vergoldet, der Kugel neue Dokumente beigegeben und Kugel und Stern am 20. August 1965 mittels Hubschrauber wieder auf den Kirchturm gesetzt.

## Kirchliche Organisation
Samedan trat im Jahr 1551 unter Pietro Paolo Vergerio und der Förderung durch Jachiam Tütschett Bifrun und Friedrich von Salis-Soglio (dem Schwiegersohn von Johann Travers) zum evangelischen Glauben über. Erster Pfarrer wurde Johannes Maria von Cläven.
Die reformierte Kirche Samedan gehörte der Kirchgemeinde Samedan und demzufolge innerhalb der evangelisch-reformierten Landeskirche Graubünden zum Kolloquium VII Engiadin'Ota-Bregaglia-Poschiavo-Sursès. Seit 2017 gehört Samedan zur Evangelisch-reformierten Kirchgemeinde Oberengadin (romanisch: Baselgia evangelica-refurmeda Engiadin'Ota), umgangssprachlich Refurmo genannt.